# إس إس-أوبرست-غروبن فوهرر

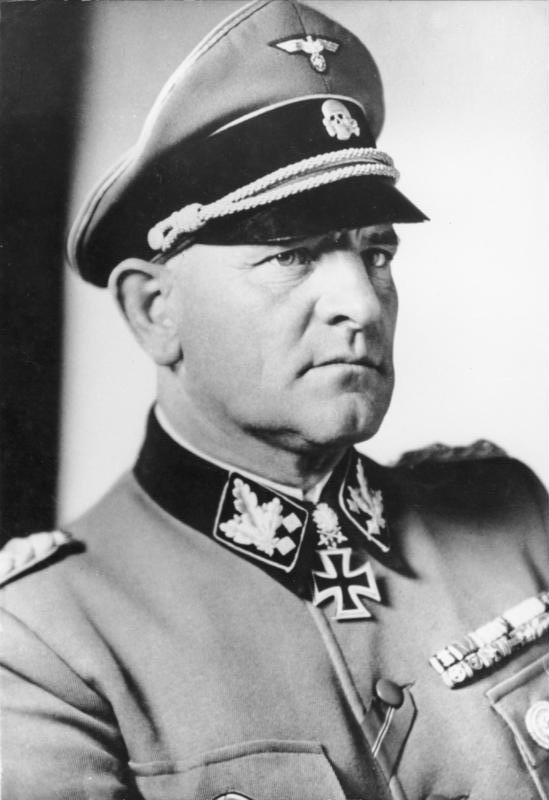
إس إس-أوبيرست-جروبن فوهرر جوزيف ديتريش زعيم وحدة فافن إس إس

كانت إس إس-أوبرست-غروبن فوهرر (بالألمانية:SS-Oberst-Gruppenführer) (من 1942 إلى 1945) أعلى رتبة ل مفوض في الاس اس باستثناء رايخ فهرر-SS، والتي كانت مرتبة خاصة ل هاينريش هيملر الذيابي. للتصحيح كانت تسمى ب أوبرست-جروبن فوهرر لتفادي الخلط مع الأقل منها رتبة وكانت تتمتع  أوبر جروبن فوهرر.